# Joachim Löw
Joachim Löw, nemški nogometaš in trener, * 3. februar 1960, Schönau, Nemčija.
Med letoma 2006 in 2021 je opravljal funkcijo selektorja nemške nogometne reprezentance. Pod njegovim vodstvom je nemška reprezentanca osvojila štiri medalje na velikih tekmovanjih od tega tudi naslov svetovnega prvaka leta 2014 v Braziliji.

## Dosežki na velikih tekmovanjih
Evropsko prvenstvo
| Leto | Gostitelj          | Medalja |
| ---- | ------------------ | ------- |
| 2008 | Avstrija · Švica   | 2       |
| 2012 | Poljska · Ukrajina | 3       |

Svetovno prvenstvo
| Leto | Gostitelj    | Medalja |
| ---- | ------------ | ------- |
| 2010 | Južna Afrika | 3       |
| 2014 | Brazilija    | 1       |